# Dorimond (acteur)
Pour les articles homonymes, voir Dorimond.
Nicolas Drouin, dit Dorimond (parfois orthographié Dorimont ou Dorimon), né vers 1628 et décédé avant 1673, est un comédien et dramaturge français. Il publia, en 1661, sept comédies qui ont eu une certaine influence sur le travail de Molière.
Sa version du Festin de Pierre lui vaut les éloges de plusieurs auteurs.

## Œuvres
- L'Apologie du théâtre, dédiée à Son Altesse Royale Mademoiselle, par le Sieur Dorimond, Rouen, de l'Imprimerie de David du Petit Val, 1655, 22 p., 524 vers alexandrins.
- Le Festin de pierre ou le Fils criminel, tragi-comédie, Lyon, Antoine Offray, 1659, lire en ligne. Réédition, Paris, Jean Ribou, 1665, sous le titre : Le Festin de Pierre ou l'Athée foudroyé, lire en ligne.
- La Précaution inutile ou l'École des cocus, Paris, Jean Ribou, 1661, lire en ligne.
- L'Inconstance punie, Paris, Gabriel Quinet, 1661, lire en ligne.
- L'Amant de sa femme, Paris, Gabriel Quinet, 1661, lire en ligne.
- La Femme industrieuse, Paris, Jean Ribou, 1661, lire en ligne.
- La Rosélie, Paris, Jean Ribou, 1661, lire en ligne.
- La Comédie de la comédie, et les Amours de Trapolin, Paris, Gabriel Quinet, 1662, lire en ligne.